# Hillsboro (Virgínia de l'Oest)
Hillsboro és una població dels Estats Units a l'estat de Virgínia de l'Oest. Segons el cens del 2000 tenia 243 habitants.

## Demografia
Segons el cens del 2000, Hillsboro tenia 243 habitants, 115 habitatges, i 70 famílies. La densitat de població era de 260,6 habitants per km².
Dels 115 habitatges en un 21,7% hi vivien nens de menys de 18 anys, en un 39,1% hi vivien parelles casades, en un 17,4% dones solteres, i en un 39,1% no eren unitats familiars. En el 36,5% dels habitatges hi vivien persones soles el 16,5% de les quals corresponia a persones de 65 anys o més que vivien soles. El nombre mitjà de persones vivint en cada habitatge era de 2,11 i el nombre mitjà de persones que vivien en cada família era de 2,66.
Per edats la població es repartia de la següent manera: un 19,8% tenia menys de 18 anys, un 8,2% entre 18 i 24, un 28% entre 25 i 44, un 25,5% de 45 a 60 i un 18,5% 65 anys o més.
L'edat mediana era de 41 anys. Per cada 100 dones de 18 o més anys hi havia 77,3 homes.
La renda mediana per habitatge era de 29.583 $ i la renda mediana per família de 31.250 $. Els homes tenien una renda mediana de 30.278 $ mentre que les dones 15.625 $. La renda per capita de la població era de 20.929 $. Entorn del 27,4% de les famílies i el 32,1% de la població estaven per davall del llindar de pobresa.

## Poblacions més properes
El següent diagrama mostra les poblacions més properes.

## Fills il·lustres
- Pearl Comfort Sydenstricker (Pearl S. Buck) (1892 - 1973), escriptora. Premi Nobel de Literatura de l'any 1938